# 山梨県道115号西下条音羽自転車道線
山梨県道115号西下条音羽自転車道線（やまなしけんどう115ごう にししもじょうおとわじてんしゃどうせん）は、山梨県甲府市を走る一般県道（自転車道）。荒川に沿っているので、荒川サイクリングロード（あらかわ-サイクリングロード）とも呼ばれている。

## 概要

### 路線データ
- 起点：山梨県甲府市西下条町（新二川橋東詰=山梨県道29号甲府中央右左口線新道交点）
- 終点：山梨県甲府市千塚（千松橋東詰=山梨県道6号甲府韮崎線交点）

## 通過する自治体
- 山梨県甲府市

## 交差・接続する道路
- 山梨県道29号甲府中央右左口線新道（起点）
- 国道358号（起点 - 甲府市中町）
- 山梨県道29号甲府中央右左口線旧道（万才橋東詰）
- 国道20号甲府バイパス（彩火橋東詰）
- 山梨県道3号甲府市川三郷線（千秋橋東詰）
- 山梨県道7号甲府昇仙峡線（新荒川橋東詰）
- 山梨県道106号中下条甲府線（長松橋東詰）
- 山梨県道6号甲府韮崎線（終点）